# Rubrointrusa
Rubrointrusa, rod crvenih algi iz porodice Meiodiscaceae, dio reda Palmariales. Jedina vrsta je morska alga R. membranacea raširena uz obale Europe (uključujući i Jadran) i Sjeverne Amarike

## Sinonimi
- Callithamnion membranaceum Magnus 1875
- Rhodochorton membranaceum (Magnus) Hauck 1883
- Audouinella membranacea (Magnus) Papenfuss 1945
- Colaconema membranaceum (Magnus) Woelkerling 1973
- Callithamnion entozoicum Reinsch 1890
- Callithamnion entozoicum var. giardii Reinsch 1890
- Callithamnion entozoicum f. spongiorum Reinsch 1890
- Rhodochorton entozoicum (Reinsch) De Toni 1903